# John Seymour

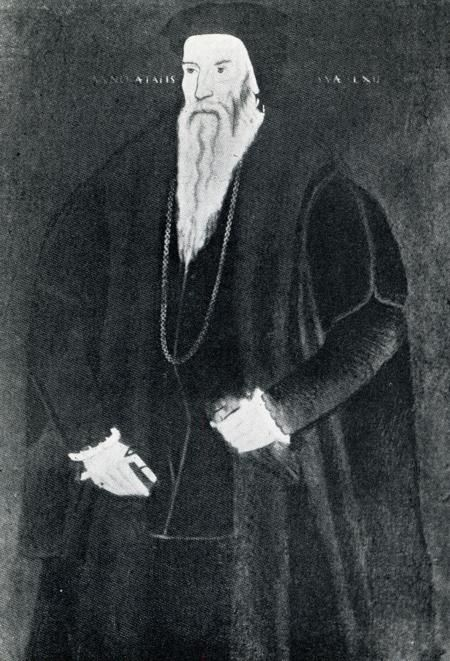
John Seymour

John Seymour (circa 1474 - 21 december 1536) was een Engelse edelman, soldaat en hoveling.

## Levensloop
Sir John Seymour was de oudste zoon van John Seymour, heer van Wulfhall, uit diens huwelijk met Elizabeth Darell. Op 22 oktober 1494 huwde hij met Margery Wentworth (1478-1550), dochter van Henry Wentworth, heer van Nettlestead, en verre afstammeling van koning Eduard III van Engeland.
Na de dood van zijn vader erfde hij in 1492 diens bezittingen. Na zijn dienst in het Engelse leger tijdens de strijd tegen de opstandige Cornish in Cornwall, werd hij op 14 juli 1497 tot ridder geslagen door koning Hendrik VII. In 1513 volgde zijn benoeming tot baanderheer en datzelfde jaar was Seymour aanwezig bij de belegeringen van Thérouanne en Tournay, alsook bij de twee ontmoetingen tussen koning Hendrik VIII van Engeland en koning Frans I van Frankrijk in 1520 en 1532.
Daarnaast was Seymour verschillende malen sheriff van Wiltshire (1498-1499, 1507-1508, 1519-1520, 1524-1526) en Somerset en Dorset (1515-1516 en 1526-1527), van 1499 tot aan zijn dood in 1536 vrederechter in Wiltshire en werd hij na de troonbestijging van koning Hendrik VIII in 1509 lid van de Esquire of the Body.
Enkele maanden voor zijn dood huwde zijn dochter Jane met koning Hendrik VIII van Engeland. Eerder was zij hofdame van de eerste twee echtgenotes van Hendrik: Catharina van Aragon en Anna Boleyn. John Seymour overleed in december 1536. Eerst werd hij bijgezet in de kerk van Easton Priory, in 1590 werd hij herbegraven in de kerk van Great Bedwyn.

## Nakomelingen
John Seymour en zijn echtgenote Margery Wentworth kregen tien kinderen:
- John (overleden in 1510)
- Edward (1500-1552), van 1547 tot 1549 Lord Protector van Engeland, huwde eerst in 1527 met Catherine Fillol en daarna in 1535 met Anne Stanhope
- Henry (1503-1578), lid van het Parlement van Engeland, huwde met Barbara Wolfe
- Thomas (1508-1549), huwde in 1547 met Catharina Parr, weduwe van koning Hendrik VIII
- John, jong gestorven
- Anthony (overleden in 1528)
- Jane (1509-1537), huwde in 1536 met koning Hendrik VIII van Engeland
- Margery (overleden in 1528)
- Elizabeth (1518-1568), huwde eerst in 1530 met Anthony Ughtred, daarna in 1537 met baron Gregory Cromwell en ten slotte in 1554 met John Paulet, markgraaf van Winchester
- Dorothy (1519-?), huwde eerst met Clement Smith en daarna met Thomas Leventhorpe

Daarnaast had hij ook een buitenechtelijke zoon:
- John (1530-1599), huwde in 1568 met Jane Poyntz